# Ґрижина (Вармінсько-Мазурське воєводство)
Ґрижина (пол. Gryżyna, нім. Greißings) — село в Польщі, у гміні Пасленк Ельблонзького повіту Вармінсько-Мазурського воєводства.
Населення — 51 особа (2011).
У 1975-1998 роках село належало до Ельблонзького воєводства.

## Демографія
Демографічна структура станом на 31 березня 2011 року:
|          | Загалом | Допрацездатний вік | Працездатний вік | Постпрацездатний вік |
| -------- | ------- | ------------------ | ---------------- | -------------------- |
| Чоловіки | 27      | 3                  | 24               | 0                    |
| Жінки    | 24      | 7                  | 14               | 3                    |
| Разом    | 51      | 10                 | 38               | 3                    |